# پارک جه جونگ
پارک جه جونگ (کره‌ای: 박재정؛ زادهٔ ۲۴ ژوئن ۱۹۸۰) بازیگر اهل کره جنوبی است. او در مجموعه تلویزیونی تو سرنوشت منی (۲۰۰۸) نقش اصلی ایفا کرده‌است. پارک همچنین در ریلتی شوی ما ازدواج کردیم فصل ۲ در کنار یوئی حضور پیدا کرد.